# Чжан Вэньтянь
Ло Фу (кит. 洛甫; наст. имя Чжан Вэньтянь, кит. трад. 張聞天, упр. 张闻天, пиньинь Zhāng Wéntiān; 30 августа 1900, у. Наньхой, провинция Цзянсу — 1 июля 1976, Уси, провинция Цзянсу) — китайский политический деятель, Генеральный секретарь ЦК Коммунистической партии Китая (1935—1943).

## Биография
Родился в провинции Цзянсу в зажиточной семье. Окончил инженерное училище в Нанкине. В 1921—1923 гг. учился в США, неплохо владел английским языком.
В 1925 г. вступил в Коммунистическую партию Китая. В 1926—1930 учился в Москве в Университете имени Сунь Ятсена. Состоял в «Группе 28 большевиков». Член ЦК КПК с 1931 г., член Политбюро ЦК КПК в 1931—1956 гг. В 1933 г. перебрался из Шанхая в Центральный советский район, в 1934 г. был избран председателем Совнаркома Китайской советской республики (по рекомендации 5-го пленума ЦК КПК). В ходе «Великого похода» вместе с Мао Цзэдуном и Ван Цзясяном составлял т. н. «центральную группу трёх», оппозиционную военному руководство Красной армией (Бо Гу, Чжоу Эньлай, Отто Браун).
По решению совещания в Цзуньи в феврале 1935 г. назначен генеральным секретарём ЦК КПК. Представлял интернационалистское крыло КПК (т. н. «Московская оппозиция»), отстаивал пролетарский классовый характер партии и неоднократно выступал с критикой «мелкобуржуазной крестьянской идеологии» Мао Цзэдуна, но при этом поддерживал Мао по ряду вопросов. В ходе «Движения за упорядочение стиля» подвергся давлению со стороны сторонников Мао Цзэдуна и 20 марта 1943 освобождён с поста генерального секретаря. Впоследствии перешёл на позиции Мао, критиковал Ван Мина и своих бывших сторонников (в частности, на VII съезде КПК).
После окончания Второй мировой войны послан в Маньчжурию, где вместе с Гао Ганом, Чжоу Эньлаем и Чэн Ином занимался организацией базы для вооружённой борьбы против армии Гоминьдана. В 1946—1950 гг. последовательно заведующий орготделом ЦК КПК, секретарь комитета КПК провинции Ляодун, член Северо-Восточного бюро ЦК КПК. В 1951—1955 гг. посол КНР в СССР. В 1954—1959 гг. заместитель министра иностранных дел КНР. С 1956 г. кандидат в члены Политбюро ЦК КПК.
В 1959 г. вместе с министром обороны Пэн Дэхуаем и начальником Генштаба НОАК Хуан Кэчэном выступил против политики «трёх красных знамён» (новой «генеральной линии», «большого скачка» и «народных коммун»), за что на 8-м пленуме ЦК КПК (1959) обвинён в «антипартийной деятельности» и снят с занимаемых постов.
Умер в 1976 г. в Уси, провинция Цзянсу, в результате сердечной недостаточности. На просьбы к Мао Цзэдуну направить его в Пекин для получения квалифицированной медицинской помощи получал отказы. В 1978 г. реабилитирован посмертно.

## Отзывы современников
Культурнейший партийный работник с инженерным, литературным и общественно-политическим образованием. Переводчик Льва Толстого, Тургенева, Уайльда… Бывший книжный издатель. Впоследствии редактор главных органов ЦК КПК «Хунци», «Доучжэн».